# Maurice Evans (actor)
Maurice Evans (3 de junio de 1901 – 12 de marzo de 1989) fue un actor británico notable por sus interpretaciones en obras de Shakespeare, aunque probablemente sea más recordado por encarnar al padre de Samantha en la serie Bewitched y al Dr. Zaius en el largometraje de 1968 El planeta de los simios.

## Inicios
Su nombre completo era Maurice Herbert Evans y nació en Dorchester (Dorset), Inglaterra, siendo sus padres Laura Turner y Alfred Herbert Evans, un químico analista. Su primera actuación teatral llegó en 1926, uniéndose a la Compañía Old Vic en 1934, interpretando con ella a Hamlet, Ricardo II y Yago.

## Carrera
Actuó por vez primera en Broadway en 1936 en Romeo y Julieta, junto a Katharine Cornell. Sin embargo, obtuvo su principal éxito con la pieza de Shakespeare Ricardo II, una producción cuyo inesperado buen resultado fue la sorpresa de la temporada teatral de 1937, y facilitó que Evans interpretara Hamlet (1938) (la primera ocasión en la que la obra de representó íntegra en el círculo teatral neoyorquino), Falstaff en Enrique IV, parte 1 (1939), Macbeth (1941), y Malvolio en Noche de reyes (1942, frente a la Viola de Helen Hayes), todas bajo la dirección de Margaret Webster. También trabajó con Cornell en 1935 representando la obra de George Bernard Shaw Santa Juana.
Al iniciarse la Segunda Guerra Mundial, Evans estaba a cargo de la Army Entertainment Section en el Área del Pacífico, interpretando para la misma su famosa versión militar de Hamlet, la cual presentaba el texto recortado a fin de llegar con mayor facilidad a la tropa. La versión fue tan popular que en 1945 la llevó a Broadway. 
Posteriormente centró su atención en las obras de George Bernard Shaw, destacando sus actuaciones como John Tanner en Hombre y superhombre y como Rey Magnus en El carro de manzanas. En 1952 fue el marido homicida de la versión teatral original de Dial M for Murder. También produjo con éxito diversos shows en Broadway en los que él no actuaba, destacando entre ellos La casa de té de la luna de agosto.
El público televisivo estadounidense de la década de 1960 recordará a Evans por interpretar el papel de padre de Samantha en la sitcom Bewitched. Otro de sus papeles televisivos fue el de "Puzzler" en Batman. 
Evans también tuvo papeles destacados en el cine, principalmente en dos filmes de 1968. Así, fue el evolucionado orangután Dr. Zaius en El planeta de los simios (así como en la secuela de 1970 Regreso al Planeta de los Simios) y "Hutch" en la producción de tema satánico Rosemary's Baby. 
Además, Evans fue el actor que interpretó en mayor número de ocasiones papeles de Shakespeare para la televisión estadounidense. A partir de 1953 protagonizó para Hallmark Hall of Fame dramatizaciones con una duración superior a la hora de las siguientes obras:
- Hamlet
- Macbeth (dos veces, ambas junto a Judith Anderson, que ganó un Premio Emmy por cada una de sus dos actuaciones como Lady Macbeth.[2] Evans ganó el Emmy por la segunda producción, realizada en 1960.)
- Ricardo II
- Noche de reyes (como Malvolio)
- La fierecilla domada (como Petruchio, con Lilli Palmer como Katherine)
- La tempestad (como Próspero). En esta producción figuraba un elenco de estrellas, entre ellas Lee Remick como Miranda, Roddy McDowall como Ariel, y Richard Burton como Calibán.

Su actuación en tantas producciones de Shakespeare en un período tan corto de tiempo, entre 1953 y 1960, le hizo ser un pionero. Evans creía firmemente que el trabajo de un actor es "dirigir el gusto del público, no interpretar el gusto del público ". Evans también interpretó en varias ocasiones sus funciones Shakespearianas en Broadway, siendo Hamlet en la Great White Way de dicha vía en cuatro producciones diferentes, sumando un total récord de 283 representaciones. Él y Judith Anderson también trabajaron en Broadway varias veces con Macbeth, con interpretaciones consideradas como las mejores de sus personajes.

## Vida personal
A finales de la década de 1960, Evans volvió a Inglaterra. Aparte de algunos escasos viajes a los Estados Unidos con ocasionales visitas a actores retirados con necesidades financieras (era representante de la Actors’ Fund, de la cual fue durante largo tiempo administrador), él llevó una vida tranquila en Sussex, cerca de Brighton.
Maurice Evans nunca llegó a casarse, y falleció a causa de un fallo cardiaco secundario a una infección bronquial en 1989 en Rottingdean, Sussex del Este, Inglaterra. Tenía 87 años.

## Filmografía
- 1934 - The Path of Glory
- 1935 - Scrooge
- 1952 - Androcles and the Lion
- 1965 - El señor de la guerra
- 1968 - El planeta de los simios
- 1968 - Rosemary's Baby
- 1969 - The Body Stealers
- 1970 - Regreso al planeta de los simios

## Trayectoria en Broadway
- The Aspern Papers (1962)
- Tenderloin (1960)
- Heartbreak House (1959)
- The Apple Cart (1956)
- No Time for Sergeants (1955)
- The Teahouse of the August Moon (1953)
- Dial M for Murder (1952)
- The Wild Duck (1951)
- The Devil's Disciple (1950)
- The Browning Version (1949)
- The Linden Tree (1948)
- Man and Superman (1947)
- Macbeth (1941)
- Twelfth Night (1940)
- King Henry IV, Part I (1939)
- Hamlet (1938)
- King Richard II (1937)
- St. Helena (1936)
- Saint Joan (1936)
- Romeo and Juliet (1935)